# Barracuda de San José
Le Barracuda de San José est une franchise professionnelle de hockey sur glace de la Ligue américaine de hockey en Amérique du Nord et fait partie de la division Pacifique de l'association de l'Ouest. Le Barracuda est créé à la suite du déménagement des Sharks de Worcester en 2015.

## Bilan
| Saison    | PJ | V  | D  | DP | DTB | BP  | BC  | Pts | Classement                    | Séries éliminatoires                                                     |
| --------- | -- | -- | -- | -- | --- | --- | --- | --- | ----------------------------- | ------------------------------------------------------------------------ |
| 2015-2016 | 68 | 31 | 26 | 8  | 3   | 198 | 193 | 73  | 4e place, division Pacifique  | 1-3 Reign d'Ontario                                                      |
| 2016-2017 | 68 | 43 | 16 | 4  | 5   | 232 | 176 | 95  | 1re place, division Pacifique | 3-2 Heat de Stockton 4-1 Gulls de San Diego 1-4 Griffins de Grand Rapids |
| 2017-2018 | 68 | 34 | 26 | 4  | 4   | 186 | 198 | 76  | 4e place, division Pacifique  | 1-3 Roadrunners de Tucson                                                |
| 2018-2019 | 68 | 39 | 22 | 3  | 4   | 227 | 197 | 85  | 2e place, division Pacifique  | 1-3 Gulls de San Diego                                                   |
| 2019-2020 | 55 | 21 | 27 | 5  | 2   | 179 | 192 | 49  | 7e division Pacifique         | Séries annulées à cause de la pandémie de Covid-19                       |
| 2020-2021 | 36 | 15 | 15 | 4  | 2   | 105 | 127 | 36  | 4e division Pacifique         | Séries annulées à cause de la pandémie.                                  |
| 2021-2022 | 68 | 20 | 42 | 4  | 2   | 202 | 291 | 46  | 9e division Pacifique         | Non qualifiés                                                            |
| 2022-2023 | 72 | 31 | 34 | 2  | 5   | 205 | 249 | 69  | 8e division Pacifique         | Non qualifiés                                                            |
| 2023-2024 | 72 | 24 | 34 | 10 | 4   | 220 | 260 | 62  | 10e division Pacifique        | Non qualifiés                                                            |

## Joueurs et entraîneurs

### Capitaines
- Bryan Lerg (2015-2016)
- John McCarthy (2016-2020)
- Jaycob Megna (2020-2022)
- Andrew Agozzino (2022-2023)
- Radim Šimek (2023-2024)

### Entraîneurs
- Roy Sommer (2015-2022)
- John McCarthy (Depuis 2022)